# Tennis op de Olympische Zomerspelen 1984
Tennis is een van de sporten die beoefend werden tijdens de Olympische Zomerspelen 1984 in Los Angeles. Tennis stond voor de eerste maal sinds 1968 weer op het Olympische programma, ook dit keer als demonstratiesport.

## Wedstrijden

### Opzet
- De wedstrijden omvatten maximaal drie sets. In de laatste set werd geen tiebreak gespeeld, maar moest met 'twee games verschil' gewonnen worden.
- De twee verliezers uit de halve finales wonnen allebei brons.
- In tegenstelling tot de normale tennistoernooien is er geen prijzengeld te verdienen.
- Er waren geen punten te verdienen voor de wereldranglijsten van de ATP en WTA.

## Mannenenkelspel
| Rang | Sporter          | Land                     |
| ---- | ---------------- | ------------------------ |
| 1    | Stefan Edberg    | Zweden                   |
| 2    | Francisco Maciel | Mexico                   |
| 3    | Jimmy Arias      | Verenigde Staten         |
| 3    | Paolo Canè       | Italië                   |
| 5    | Michael Westphal | Bondsrepubliek Duitsland |
| 5    | Guy Forget       | Frankrijk                |
| 5    | Jakob Hlasek     | Zwitserland              |
| 5    | Simon Youl       | Australië                |

## Vrouwenenkelspel
| Rang | Sporter                | Land                     |
| ---- | ---------------------- | ------------------------ |
| 1    | Steffi Graf            | Bondsrepubliek Duitsland |
| 2    | Sabrina Goleš          | Joegoslavië              |
| 3    | Raffaella Reggi        | Italië                   |
| 3    | Catherine Tanvier      | Frankrijk                |
| 5    | Kathy Horvath          | Verenigde Staten         |
| 5    | Angelikí Kanellopoúlou | Griekenland              |
| 5    | Lilian Drescher        | Zwitserland              |
| 5    | Pascale Paradis        | Frankrijk                |

Athene 1896 · 
Parijs 1900 · 
St. Louis 1904 · 
Athene 1906 ·
Londen 1908 · 
Stockholm 1912 · 
Antwerpen 1920 · 
Parijs 1924 · 
Mexico-stad 1968 (demonstratie) · 
Los Angeles 1984 (demonstratie) · 
Seoel 1988 · 
Barcelona 1992 · 
Atlanta 1996 · 
Sydney 2000 · 
Athene 2004 · 
Peking 2008 · 
Londen 2012 · 
Rio de Janeiro 2016  · 
Tokio 2020  · 
Parijs 2024  · 
Los Angeles 2028 
Medaillewinnaars
Atletiek · Basketbal · Boksen · Boogschieten · Gewichtheffen · Gymnastiek · Handbal · Hockey · Honkbal (demonstratie) · Judo · Kanovaren · Moderne vijfkamp · Paardensport · Roeien · Schermen · Schietsport · Schoonspringen · Synchroonzwemmen · Tennis (demonstratie) · Voetbal · Volleybal · Waterpolo · Wielersport · Worstelen · Zeilen · Zwemmen